# 千秋幸雄
千秋 幸雄（せんしゅう ゆきお、1958年5月13日 - ）は、札幌テレビ放送（STV）事業局通販事業担当局長（2014.7.1付）、元アナウンサー。

## 人物
テンションの高い喋りが特徴。かつては「いらっしゃーい!」（桂三枝（現・六代桂文枝）のものまね）を持ちギャグにしていた。愛称は「千ちゃん」。

## 現在の担当番組
- ぞっこん！ほっかいどう情熱市場（情熱ハンター担当）（月～金 どさんこワイド）

## 過去の担当番組

### テレビ
- どさんこワイド212
- ハッピーおとどけ隊
- Sチョイス！（情熱ハンター担当）（金10:30）

### ラジオ
- ザ・リクエスト
- サッポロ2130 夜は金時
- 喜瀬ひろしのときめきワイド
- ウイークエンドバラエティ 日高晤郎ショー[1]
- アタックヤング[1]
- ドライビングパートナー・STVホットライン
  - 千秋幸雄のホットライン
- 千秋幸雄のマンデースポーツ応援団
- 千ちゃんのしあわせ得々発見伝（2006年4月～9月、「工藤じゅんきの十人十色」「喜瀬ひろしのときめきワイド」「牧泰昌の夕やけジャーナル」内で放送される、中継によるインフォメーションコーナー）
- 熱血!ファイターズスタジアム
- 千ちゃんの幸せラジオドーム
- オハヨー!ほっかいどう（木・金5:30～9:00）
- ヒント・フォー・ヘルシーライフ